# Yasuko Namba

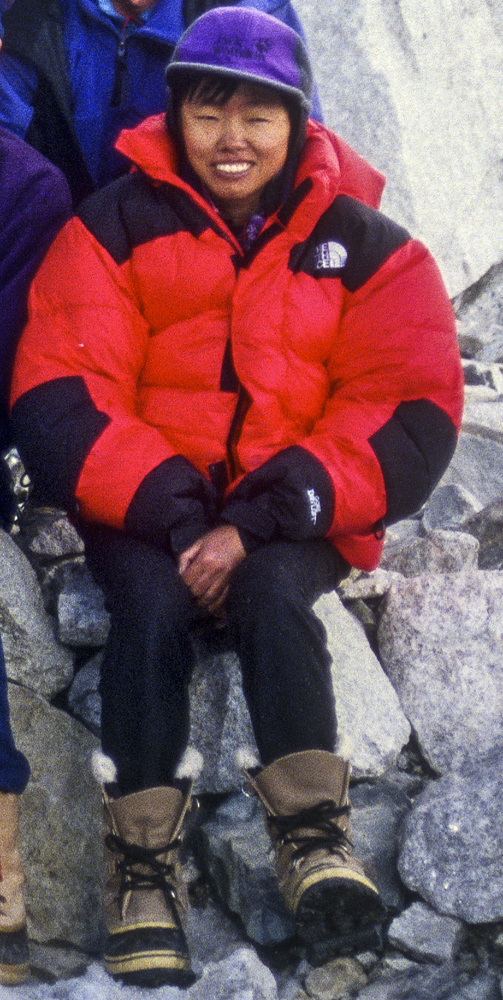
Yasuko Namba

Yasuko Namba (jap. 難波 康子, Namba Yasuko; * 2. Februar 1949; † 10. Mai 1996 am Mount Everest) war eine japanische Bergsteigerin. Sie erlangte internationale Bekanntheit als eines der Opfer des Unglücks am Mount Everest im Mai 1996.

## Seven Summits
Am Neujahrstag 1982 erreichte Namba den ersten Gipfel der Seven Summits, den Kilimandscharo in Afrika. Es folgten die Besteigung des Aconcagua und des Mount McKinley im Jahr 1985 und des Elbrus im Jahr 1992. Nach der Besteigung des Mount Vinson 1993 und der Carstensz-Pyramide 1994 fehlte Namba nur noch die Besteigung des Mount Everest, um als zweite Frau Japans (nach Junko Tabei) alle Gipfel der Seven Summits zu bezwingen.

## Tod auf dem Mount Everest
Für die Besteigung des Mount Everest schloss sich Yasuko Namba im Frühjahr 1996 einer kommerziell geführten Expedition des neuseeländischen Unternehmens Adventure Consultants unter der Leitung des Bergführers Rob Hall an. Zu dieser Zeit befanden sich noch weitere Expeditionen am Mount Everest, darunter ein Team des US-amerikanischen Unternehmens Mountain Madness, angeführt vom erfahrenen Höhenbergsteiger und Bergführer Scott Fischer.
Am Nachmittag des 10. Mai 1996 erreichte Namba den Gipfel des Mount Everest und war zu diesem Zeitpunkt mit 47 Jahren die älteste Frau, die jemals auf dem höchsten Gipfel der Erde stand. Beim Abstieg wurden sie und 32 weitere Bergsteiger verschiedener Expeditionen von einem plötzlichen Wetterumschwung überrascht. Namba und zehn weitere Bergsteiger, Bergführer und Sherpas verirrten sich im Schneesturm bei Sichtweiten unter fünf Meter auf dem Südsattel des Mount Everest in 7900 m Höhe, nur etwa 200 Meter vom rettenden Höhenlager 4 entfernt. Um sich vor der Kälte zu schützen (den Windchill eingerechnet wurden etwa −75 Grad Celsius erreicht) und um nicht in der schlechten Sicht über den Rand des Südsattels abzustürzen, kauerten sich die Bergsteiger schließlich nahe aneinander. Nachdem der Sturm um Mitternacht etwas aufklarte, konnten fünf der verirrten Bergsteiger das Höhenlager 4 erreichen und Hilfe mobilisieren. In einer beispiellosen Rettungsaktion konnte der kasachische Bergführer Anatoli Bukrejew aus Scott Fischers Team drei der fünf zurückgebliebenen Bergsteiger zurück zum Höhenlager 4 bringen. Lediglich Yasuko Namba und Beck Weathers, ein US-amerikanischer Kunde aus Rob Halls Expedition, wurden zurückgelassen, da sie scheinbar im Sterben lagen. Während sich Weathers am folgenden Tag aus eigener Kraft, jedoch mit schweren Erfrierungen, zurück ins Höhenlager 4 schleppen konnte, verstarb Yasuko Namba in der Nacht zum 11. Mai 1996 am Südsattel des Mount Everest an Erschöpfung und Unterkühlung.
Insgesamt forderte das Unglück am Mount Everest am 10. und 11. Mai 1996 acht Todesopfer.

## Sonstiges
Namba war verheiratet und arbeitete als Personalleiterin bei Federal Express Japan.